# Kodeks karny
Kodeks karny (plným názvem ustawa z dnia 6 czerwca 1997 r. – Kodeks karny, publikován jako Dz. U. z 1997 r. Nr 88, poz. 553) je polský trestní zákoník z 6. června 1997, který vstoupil v účinnost 1. září 1998 a nahradil dosavadní tzv. Andrejewův zákoník z roku 1969. Obsahuje celkem 363 paragrafů a člení se na tři části – obecnou, zvláštní a vojenskou.
Kromě tohoto trestního zákona kodifikuje trestní právo i finanční trestní zákoník (Kodeks karny skarbowy, publikován jako Dz.U. 1999 nr 83 poz. 930), který vstoupil v účinnost 17. října 1999.